# Municipio de Mueller
El municipio de Mueller (en inglés: Mueller Township) es un municipio ubicado en el condado de Schoolcraft en el estado estadounidense de Míchigan. En el año 2010 tenía una población de 234 habitantes y una densidad poblacional de 1,03 personas por km².

## Geografía
El municipio de Mueller se encuentra ubicado en las coordenadas 46°1′52″N 85°57′1″O / 46.03111, -85.95028. Según la Oficina del Censo de los Estados Unidos, el municipio tiene una superficie total de 227.35 km², de la cual 216,55 km² corresponden a tierra firme y (4,75 %) 10,79 km² es agua.

## Demografía
Según el censo de 2010, había 234 personas residiendo en el municipio de Mueller. La densidad de población era de 1,03 hab./km². De los 234 habitantes, el municipio de Mueller estaba compuesto por el 93,59 % blancos, el 4,27 % eran amerindios y el 2,14 % eran de una mezcla de razas. Del total de la población el 0,43 % eran hispanos o latinos de cualquier raza.